# قرار مجلس الأمن التابع للأمم المتحدة رقم 266
قرار مجلس الأمن التابع للأمم المتحدة رقم 266، الذي اتخذ بالإجماع في 10 يونيو 1969، بعد التأكيد على القرارات السابقة بشأن هذا الموضوع، ومشيرا إلى التطورات المشجعة الأخيرة، مدد مجلس ولاية قوة الأمم المتحدة لحفظ السلام في قبرص لفترة أخرى، تنتهي في 15 ديسمبر 1969. كما دعا المجلس الأطراف المعنية مباشرة إلى مواصلة العمل بأقصى درجات ضبط النفس والتعاون الكامل مع قوة حفظ السلام.